# モンゴル祖語
モンゴル祖語（モンゴルそご、英語: Proto-Mongolic）は、現存するモンゴル諸語から歴史比較言語学的手法により再構される祖語である。

## 年代
モンゴル祖語は現存するモンゴル諸語から再構されるが、現存するモンゴル諸語はモンゴル帝国時代に形成されたコイネーの子孫であるため、この絶対年代が特定できる。モンゴル祖語よりも古い共時態から分岐した、モンゴル祖語の姉妹言語である側モンゴル語（英: Para-Mongolic languages、代表的なものには契丹語がある）は、モンゴル祖語の形成前にはまだ話されていたと推定される。また、モンゴル祖語の内的再構と周辺言語との借用語（あるいはアルタイ語族仮説に代表される系統関係）などの検討から、モンゴル祖語以前の姿を再構することができ、これは前モンゴル祖語（英語: Pre-Proto-Mongolic）と呼ばれる。その晩期は特に晩期前モンゴル祖語（英: Late Pre-Proto-Mongolic）と呼ばれ、おおよそモンゴル祖語の一世紀前程度ではないかとされる。晩期前モンゴル祖語はモンゴル文語の中にその面影を一部とどめており、これを再構の材料とすることができる。

## 音韻

### 母音体系
7母音が再構される。
|        | 前舌       | 後舌 |
| ------ | ---------- | ---- |
| 高舌   | *ü, *i     | *u   |
| 非高舌 | *ö         | *o   |
| 非円唇 | *e [e ~ ä] | *a   |

### 母音調和
モンゴル祖語には口蓋調和（英: palatal harmony, palato-velar harmony, backness harmony）が存在したとするのが通説であったが、コ・ソンヨンを筆頭に、アンドリュー・ジョセフ、ジョン・ホイットマンらは、カルムイク語・オイラト語に見られる口蓋調和体系を改新であるとみなせば、想定される母音推移は一つで済むことから、オッカムの剃刀によって、モンゴル祖語及び中期モンゴル語（＝古モンゴル語）には舌根調和があったと考えるべきだとした。
*i は中性母音であり、モンゴル祖語の段階では母音調和に関与しない。
|                | 前舌母音   | 後舌母音 |
| -------------- | ---------- | -------- |
| 円唇高舌母音   | *ü         | *u       |
| 円唇非高舌母音 | *ö         | *o       |
| 非円唇母音     | *e [ä ~ e] | *a       |

[] 内は舌根調和としての解釈の結果、再構される音価である。
|        | 前母音   | 後母音 | 後母音     | 後母音       |
| ------ | -------- | ------ | ---------- | ------------ |
| 高母音 | *i       |        | *ü [u]     | 非後方舌根性 |
| 高母音 | (*ï [ɪ]) | *u [ʊ] | 後方舌根性 |              |
| 低母音 |          | *e [ə] | *ö [o]     | 非後方舌根性 |
| 低母音 | *a       | *o [ɔ] | 後方舌根性 |              |

### 子音体系
以下の15子音が再構される。軟閉鎖音（英: weak stops）と硬閉鎖音（英: strong stops）の VOT は確定の材料がないが、その名の通り、現代モンゴル諸語の音韻体系から、硬閉鎖音の方が VOT が長く、軟閉鎖音の方が VOT が短かったと考えられている（*t/*d においた音声表記は実現の例）。
|          | 唇音 | 歯茎音       | 硬口蓋音 | 軟口蓋音 |
| -------- | ---- | ------------ | -------- | -------- |
| 硬閉鎖音 |      | *t [t/tʰ/tʰ] | *c       | *k       |
| 軟閉鎖音 | *b   | *d [d/t/d]   | *j       | *g       |
| 摩擦音   |      | *s           |          | *x       |
| 鼻音     | *m   | *n           |          | *ng      |
| 流音     |      | *r, *l       |          |          |
| 接近音   |      |              | *y       |          |

#### *k の異音の可能性
いくつかの言語では、後舌母音（*a, *o, *u）の直前で *k は摩擦音化している。

#### *x の実現
モンゴル祖語の *x は前モンゴル祖語の *p にも対応するものでありおそらく [h] と発音されたが、徐々に失われつつあった。例えばチンギス・カンの「カン」にあたるモンゴル祖語 *kaxan「皇帝」は、モンゴル文語には *-x- の対応物を残しているが、モンゴル祖語の崩壊直後の言語として想定される共通モンゴル語（英: Common Mongolic）には *kaan という *-x- の失われた形が再構される。
なお、モンゴル祖語の *x は北東部のダウール語と青海=甘粛のモンゴル諸語（これらの様態は複雑である）に保存されている。

#### 借用語に現れる子音
口蓋化した歯擦音である *sh は共通モンゴル語時代の借用語に見られる音素である。
モンゴル祖語には *ti, *di という音節が存在せず、*ci, *ji のみが音素配列論的に許されていたが、モンゴル祖語の崩壊からしばらくたった後モンゴル祖語（英: Post-Proto-Mongolic）時代に借用された単語には *ti, *di も見られる。 
なお、/p, f, w/ といった音素はこれらの時代以降に個別の言語・方言で獲得されたものである。

## 前モンゴル祖語

### *ï
モンゴル祖語の母音調和では *i が対立する母音を持たないが、前古典化モンゴル文語と中期モンゴル語のどちらにも ki < *ki と qi < *kï という相補分布的な対立があることから、以下の母音調和のグループを再構することができる。なお、この ki : qi の対立はモゴール語（及び恐らくサンタ語）に保存されており、モンゴル祖語の段階で合流が進行中だったと考えられる。
|                | 前舌母音   | 後舌母音 |
| -------------- | ---------- | -------- |
| 非円唇高舌母音 | *i         | *ï       |
| 円唇高舌母音   | *ü         | *u       |
| 円唇非高舌母音 | *ö         | *o       |
| 非円唇母音     | *e [ä ~ e] | *a       |

### 口蓋化
モンゴル祖語には *ti, *di という音節が存在せず、*ci, *ji のみが音素配列論的に許されているが、一部の言語では他の言語で *ci, *ji に対応するはずの分節音が散発的にであるが *ti, *di の予測できる形で観察される。このことから、*ti *di > *ci *ji という変化を晩期前モンゴル祖語に想定することができる。

## 脚註
1. ↑  Ko et al. (2014: 149)
2. 1 2  Janhunen(2003a: 5)
3. ↑  Janhunen (2017: 98)
4. ↑  Janhunen (2011: 7)